# Dvoriška Reka
Dvoriška Reka (makedonska: Дворишка Река) är ett vattendrag i Nordmakedonien.   Det rinner genom kommunen Berovo, i den östra delen av landet, 140 kilometer öster om huvudstaden Skopje.